# Белоусовка (Николаевская область)
Белоу́совка (укр. Білоусівка) — село в Вознесенском районе Николаевской области Украины.

## История
Основано в 1746 году.
До 1795 года называлась Скаржинкой.
В 1934 году в селе была открыта МТС.
26 марта 1944 года 1-й батальон 1008-го стрелкового полка 266-й стрелковой дивизии РККА форсировал Южный Буг от села Белоусовка, заняв плацдарм на западном берегу реки (хутор Червоный Маяк — Рюменский хутор — высота 89.0).
Население по переписи 2016 года составляло 371 человек. Почтовый индекс — 56576. Телефонный код — 5134. Занимает площадь 3,429 км².

## Местный совет
56576, Николаевская обл., Вознесенский р-н, с. Белоусовка, ул. Димитрова, 9